# Ekkehard Meffert
Ekkehard Meffert (* 14. Januar 1940; † 22. Juni 2010) war ein deutscher Geograph.

## Leben
Nach dem Studium der Geologie, Geografie, Philosophie, Pädagogik, Geschichte und Politik und der Promotion im Fach Kulturgeografie war er ab 1969 Dozent an der PH  Ruhr. Ab 1973 war er Professor für das Fach Geografie an der Universität Bonn. 1988 wechselte er an die Universität Köln.

## Schriften (Auswahl)
- Carl Gustav Carus. Arzt – Künstler – Goetheanist. Eine biographische Skizze. Basel 1999, ISBN 3-907564-32-4.
- Nikolaus von Kues. Sein Lebensgang, seine Lehre vom Geist. Vom Gesichtspunkt der Geisteswissenschaft. Stuttgart 2001, ISBN 3-7725-1965-2.
- Die Zisterzienser und Bernhard von Clairvaux. Ihre spirituellen Impulse und die Verchristlichung der Erde Europas. Stuttgart 2010, ISBN 978-3-927118-21-8.
- mit Barbara Meffert: Klöster der Zisterzienser. Ein Reisebegleiter. Stuttgart 2012, ISBN 978-3-8251-7818-5.